# Dvojna vijačnica DNK
Dvojna vijačnica DNK (tudi dvojni heliks DNK, dvojnovijačna DNK ali dvojnoverižna DNK) je v molekularni biologiji struktura, ki jo tvorita dve antiparalelno potekajoči verigi DNK, ki se združujeta po načelu komplementarnosti baz svojih nukleotidov; vsak polni obrat nastale dvojne vijačnice vsebuje okoli deset nukleotidnih parov. Dvojna vijačnica DNK ima v svoji strukturi ožji mali žleb in širši veliki žleb.

## Zgodovina
Dvojnovijačni model DNK sta prva predstavila James D. Watson in Francis Crick leta 1953 v reviji Nature. Ključna osnova tega odkritja so bile slika DNK, poimenovana "Slika 51" (Photo 51), ki jo je leta 1952 posnela Rosalind Franklin s pomočjo metode rentgenske difrakcije, ter kasnejši še jasnejši posnetki, ki jih je posnela Franklin v sodelovanju z Raymondom Goslingom, Mauricem Wilkinsom, Alexandrom Stokesom in Herbertom Wilsonom. Pred tem so predpostavljali, da se DNK nahaja in vivo v obliki trojnovijačne strukture.
Odkritje dvojnovijačne strukture DNK, temelječe na parjenju nukleotidnih baz, ki omogoča hrambo in podvojevanje dednih informacij živih organizmov, na splošno velja kot eno najpomembnejših znanstvenih odkritij 20. stoletja. Leta 1962 so Crick, Wilkins in Watson za svoj doprinos k temu odkritju prejeli vsak po tretjino Nobelove nagrade za fiziologijo ali medicino. (Franklin je prispevala ključne fotografije za razvoj modela, a je umrla leta 1958 in ni bila nominirana za nobelovo nagrado.)

## Strukturne značilnosti
Značilnosti dvojne vijačnice DNK so:

1. Dve polinukleotidni verigi, ki se ovijata okoli skupne osi, tvorita dvojno desno vijačnico.

2. Vzdolž natančno urejene vijačnice potekata mali in veliki žleb, značilni topografski posebnosti dvojnovijačne DNK.

3. Verigi potekata v nasprotnih smereh (pravimo, da sta antiparalelni). To pomeni, da v nasprotnih smereh tečejo njune 3',5'-fosfodiestrske povezave.

4. V vodnem okolju je polarno in nabito kovalentno ogrodje iz izmenjujočih se deoskiriboz in fosfatnih skupin na zunanji strani vijačnice, kjer lahko vstopajo v interakcijo z vodo. Hidrofodne purinske in pirimidinske baze se nahajajo v sredici vijačnice in se tako izognejo vodi.

5. Dvojno vijačnico stabilizirata dve vrsti vezi oziroma interakcij: 
- vodikove vezi med pari komplementarnih baz na nasprotnih verigah,
- van der Waalsove vezi in hidrofobne interakcije med naloženimi bazami; ravnine nukleotidnih baz so skoraj pravokotne na os vijačnice in so zložene ena nad drugo, podobno kot stopnice v krožnih stopniščih. Baze so si dovolj blizu, da lahko delujejo van der Waalsove in hidrofobne interakcije.

## Zunanji viri
- James D. Watson, Dvojna vijačnica : osebna pripoved o odkritju strukture DNA, MK 1975, prev. Vitomir Smolej,(COBISS)